# Fort Richardson (Alaska)
Pour les articles homonymes, voir Fort Richardson.
Fort Richardson est une installation de l'Armée des États-Unis en Alaska, à proximité immédiate de la ville d'Anchorage. En 2010, il fusionne avec la voisine base aérienne Elmendorf pour former la base conjointe Elmendorf-Richardson.

## Histoire
Fort Richardson porte le nom du pionnier explorateur militaire, le brigadier-général Wilds P. Richardson (en), qui effectue trois missions en Alaska entre 1897 et 1917. Richardson, originaire du Texas et diplômé de West Point en 1884, commande des troupes le long du fleuve Yukon et supervise la construction du Fort Egbert (en) près d'Eagle, ainsi que du Fort William H. Seward (en) (Chilkoot Barracks) près de Haines. En tant que directeur de la Commission des routes de l'Alaska (en) du Département de la Guerre des États-Unis de 1905 à 1917, il est responsable d'une grande partie de l'arpentage et de la construction des premières lignes de chemin de fer, routes et ponts qui favorisent la colonisation et la croissance de l'État. La piste Valdez-Fairbanks, arpentée sous sa direction en 1904, est nommée Richardson Highway en son honneur.
Pendant la Seconde Guerre mondiale, Fort Richardson sert brièvement de centre de détention pour plusieurs membres de familles Nippo-Américains arrêtées après l'attaque de Pearl Harbor. Quinze Nippo-Américains et deux Germano-Américains y sont internés avant d'être transférés dans d'autres camps. Construit entre 1940 et 1941 sur le site de l'actuelle base aérienne Elmendorf et établi comme quartier général de l'United States Army Alaska (en) (USARAK) en 1947, le poste est déplacé à son emplacement actuel, 5 milles (8,04672 km) au nord-est d'Anchorage en 1950. Le poste dispose alors de casernes pour 500 soldats, d'un champ de tir, de quelques entrepôts, d'un hôpital et de logements pour officiers célibataires. De 1986 à 1994, le fort est le quartier général de la 6e division d'infanterie (légère). Fort Richardson est auparavant le siège de l'United States Army Alaska (USARAK), une unité subordonnée au United States Army Pacific. Pendant plus d'une décennie, la principale unité de combat à Fort Richardson est la Task Force 1-501, le seul bataillon d'infanterie aéroporté du théâtre Pacifique. La Task Force 1-501 est déployée en Afghanistan d'octobre 2003 à août 2004.
La majorité des forces de combat de l'USARAK se trouve à Fort Wainwright (en), à environ 300 milles (482,8032 km) au nord, tandis que Fort Richardson sert principalement de base de soutien. Cependant, la création en 2005 de la 4e brigade de combat de la 25e division d'infanterie fait du fort une base pour cette nouvelle force stratégique de réaction rapide dans le théâtre Pacifique.

## Démographie
Fort Richardson apparaît une seule fois lors du recensement américain de 1970 comme réserve militaire non constituée en municipalité. Comme il se trouve dans la division de recensement d’Anchorage, il est consolidé à la ville d’Anchorage en 1975.

## Histoire récente

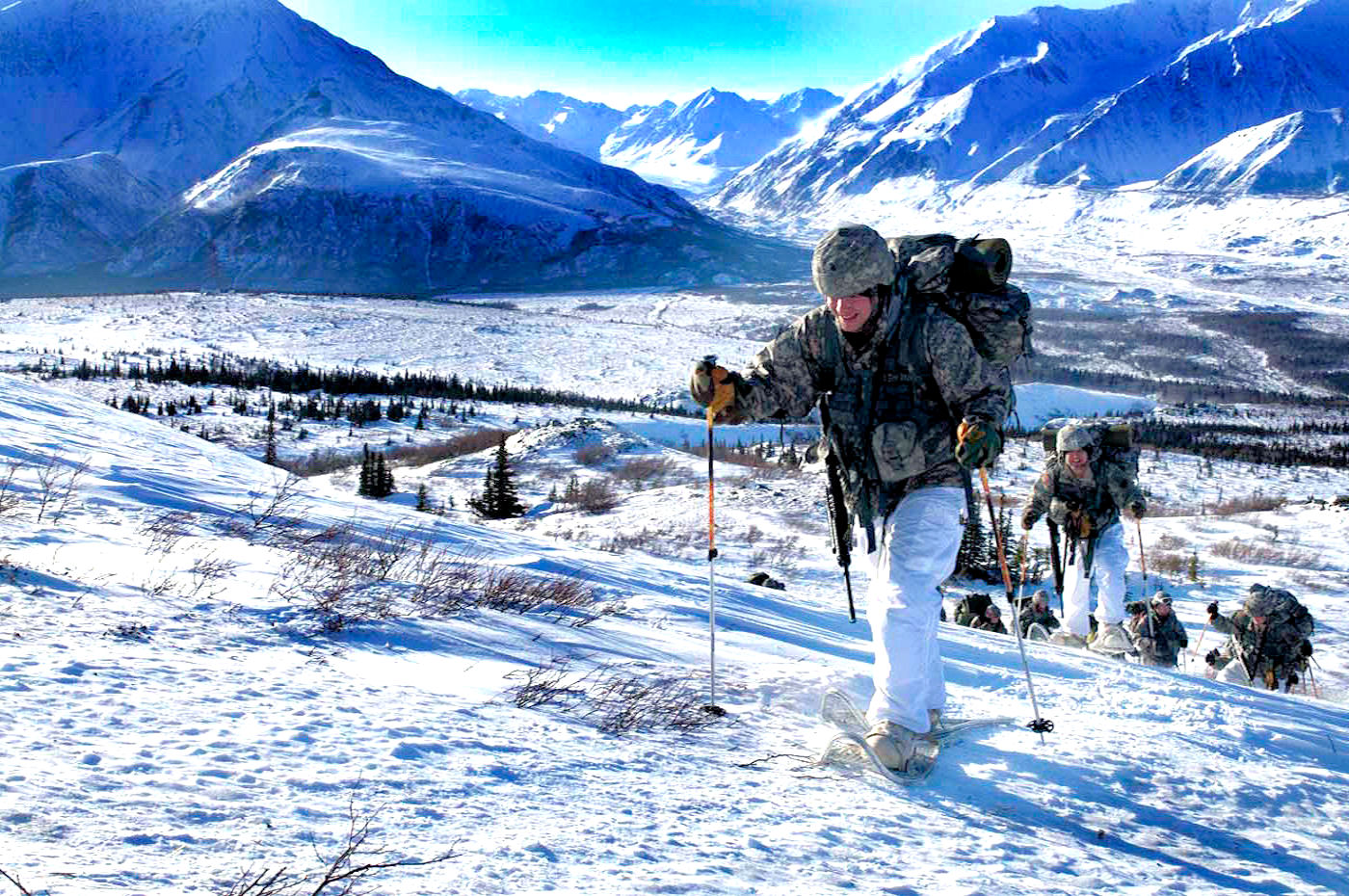
Randonnée en raquettes à Fort Richardson

À la suite de l'expansion de l'Armée après les Attentats du 11 septembre 2001, la Task Force 1-501 est transformée en brigade aéroportée. Devenue la 4e brigade de combat (aéroportée), 25e division d'infanterie, l'unité constitue aujourd'hui la principale force de réaction stratégique du théâtre Pacifique. Elle comprend deux bataillons d'infanterie, un bataillon du génie, un escadron de cavalerie, un petit bataillon d'artillerie et un bataillon de soutien. Un éventail complet de services destinés aux soldats et à leurs familles existe sur le poste, allant d'une supérette à des services de garde d'enfants et des installations de loisirs. Le fort dispose de cliniques médicales et dentaires modernes de petite taille, et reçoit les services médicaux majeurs de l’hôpital du 3e groupe médical sur la base d’Elmendorf. Le centre commercial militaire conjoint, situé également sur Elmendorf, assure les services d'échange et de commissariat.
Le plus grand locataire militaire du poste est la Garde nationale de l'Alaska, avec des installations aux camps Carroll et Denali. Fort Richardson accueille également plusieurs activités non militaires, notamment un Cimetière national des États-Unis et un élevage de poissons appartenant à l'État. Selon le site officiel du fort, on compte 5 418 soldats, ainsi que plus de 8 300 membres de familles hébergés sur la base en juin 2008. Le fort emploie également environ 1 200 civils de l’Armée et du DoD. La masse salariale militaire de Fort Richardson pour l’exercice 2003 atteint 85 millions de dollars, tandis que celle des civils atteint 49 millions. En ajoutant d’autres dépenses de 111 millions, Fort Richardson injecte plus de 245 millions de dollars dans l’économie locale.
Le fort couvre 30 ha, incluant des bureaux, logements familiaux, un héliport, une zone de largage adaptée aux opérations aéroportées et air/terre, des champs de tir et d'autres zones d'entraînement. Les chaînes de montagnes voisines offrent aux soldats la possibilité d'apprendre les techniques de guerre et de sauvetage en montagne/glacier.
En juin 2022, l'unité principale de Fort Richardson, l'USARAK, est renommée 11e division aéroportée, et les 1re brigade Stryker et 4e brigade d'infanterie deviennent respectivement la 1re brigade d'infanterie et la 2e brigade d'infanterie (aéroportée).

### Installations

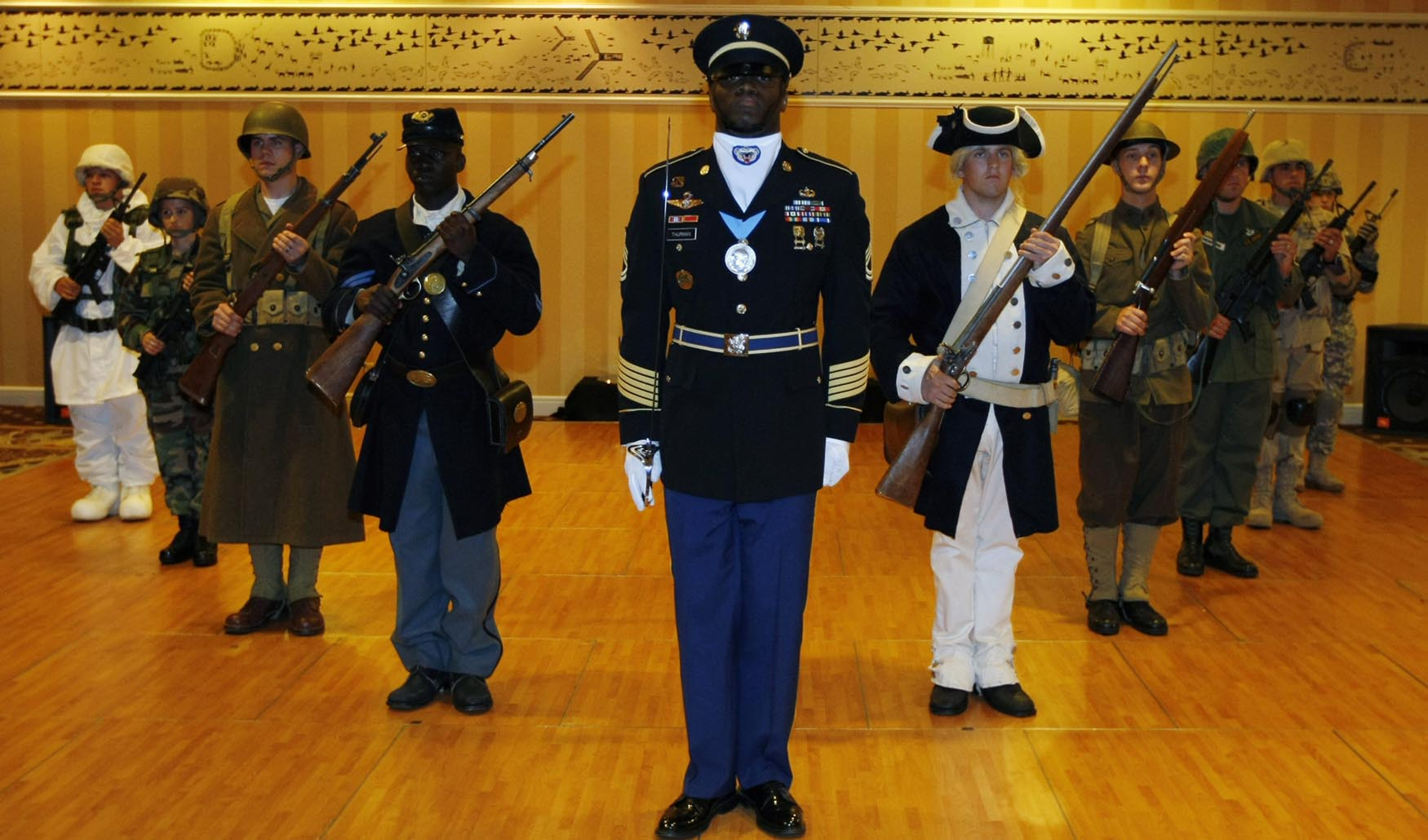
Soldats de l'Alaska célébrant le 234e anniversaire de l'Armée

Le plus grand locataire militaire du poste est la Garde nationale de l'Alaska (en), avec des installations aux camps Carroll et Denali. Fort Richardson accueille également plusieurs activités non militaires, notamment un Cimetière national des États-Unis et un élevage de poissons appartenant à l'État.
Le fort s’étend sur 30 ha, comprenant des bureaux, des logements familiaux, un héliport, une zone de largage adaptée aux opérations aéroportées et terrestres, des champs de tir et des zones d'entraînement. Les montagnes voisines offrent aux soldats la possibilité d'apprendre les techniques de guerre et de sauvetage en montagne/glacier.
Le Buckner Fieldhouse est une salle polyvalente de 3 500 places sur Fort Richardson. De 1978 à 1982, elle accueille le tournoi de basket-ball Great Alaska Shootout. Elle est remplacée comme lieu de compétition lorsque le Sullivan Arena ouvre en 1983. Avec le gymnase de la West Anchorage High School (en) et l’ancien Anchorage Sports Arena sur Fireweed Lane, le Buckner Fieldhouse sert de lieu pour divers événements qui sont ensuite transférés vers le Sullivan Arena et le Egan Center (en).

### Unification avec la base Elmendorf
Dans le cadre de la procédure de fusion des bases, qui s’achève à l’été 2010, la base aérienne Elmendorf et Fort Richardson sont consolidés à la suite des décisions de la Commission de réalignement et de fermeture des bases de 2005 (en). La base combinée prend le nom de base conjointe Elmendorf-Richardson. La plupart des employés civils du fort deviennent des employés de l’Armée de l’Air.